# Судини нервів
Vasa nervorum( з латини: судини нервів) — це невеличкі артерії, які забезпечують кровопостачання периферійних нервів, зокрема внутрішніх частин нервів та їх покривів.

## Супутні патологічні стани
Маленькі судини, такі як vasa vasorum і vasa nervorum, особливо схильні до зовнішнього механічного стиснення. Зниження кровотоку через vasa nervorum впливає на розвиток діабетичної нейропатії. Артеріїт vasa nervorum призводить до мультиплексу мононевритів або полінейропатії. Оклюзія vasa nervorum на рівні епіневральних артеріол (epineurial arterioles) призводить до ішемії нервів, що спричинює судинну нейропатію (vasculitic neuropathy), та була відзначена як причина у декількох випадках паралічу лицьового нерва. Під час інвазивних діагностичних або терапевтичних процедур, введення судинозвужувального засобу поблизу нерва може зменшити перфузію судини, що його живлять, виникає ризик ішемічної травми нерва.